# Polistes defectivus
Polistes defectivus är en getingart som beskrevs av Gerst. Polistes defectivus ingår i släktet pappersgetingar, och familjen getingar. Inga underarter finns listade i Catalogue of Life.